# Provincia di Abancay
La provincia di Abancay è una provincia del Perù nella regione di Apurímac. Ha come capoluogo la città omonima.

## Geografia antropica

### Suddivisioni amministrative
La provincia di Abancay comprende 9 distretti:
- Abancay
- Chacoche
- Circa
- Curahuasi
- Huanipaca
- Lambrama
- Pichirhua
- San Pedro de Cachora
- Tamburco